# كاليرا دي تانجو (مدينة)
كاليرا دي تانجو (بالإسبانية: Calera de Tango)‏ هي بلدية تقع في تشيلي في Maipo Province. يقدر عدد سكانها بـ 18,235 نسمة ومساحتها 73.3 كم2 .